# Il combattimento di Tancredi e Clorinda
Il combattimento di Tancredi e Clorinda  (SV 153, Le combat de Tancrède et Clorinde) est une œuvre de Claudio Monteverdi.

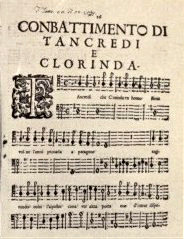
Partition

Sa première représentation eut lieu lors du carnaval de Venise de 1624 chez le sénateur Girolamo Mocenigo, protecteur du musicien. Il est inclus secondairement dans son huitième  et dernier livre de madrigaux, dit Madrigali guerrieri e amorosi (madrigaux guerriers et amoureux) publié en 1638. 

Il reprend un extrait du poème épique La Jérusalem délivrée (1581) du poète italien Torquato Tasso dit Le Tasse (Chant XII, 52–62, 64–68).
L'orchestre est réduit à un clavecin, quatre « viole da brazzo » (violons) soprano-alto-ténor et basse et une viole de gambe contrebasse. Le narrateur (Testo) raconte le combat de Tancrède, preux chevalier, contre Clorinde, une belle musulmane dont il est amoureux, déguisée en soldat. Tancrède, après un duel acharné, la transperce de son épée. Son dernier souffle exprime sa nouvelle foi dans le dieu chrétien et elle pardonne à son agresseur. Il la reconnaît, devient ivre de douleur. Elle expire, apaisée.
L'aspect dramatique et théâtral du madrigal est une relative nouveauté, renforcée par les indications scéniques du musicien, l'alternance de moments tranquilles (molli) et agités (concitati), les suggestions musicales du fracas des armes. Monteverdi précise dans son introduction que l'œuvre devra être précédée d'un madrigal sans geste et que le début du combattimento doit être inattendu, les protagonistes - dont il détaille des éléments de costume - devant arriver à l'improviste.
Le Testo est présent dans la presque totalité de l'œuvre, les rôles de Tancrède et Clorinde étant réduits à quelques répliques seulement.
Son exécution demande environ vingt minutes.